# 马来西亚人力资源部
马来西亚人力资源部，缩写为MOHR，是马来西亚主管人力资源事务的联邦政府部门，总部位于布城联邦行政中心。2023年12月，来自民主行动党的沈志强接任因部下涉嫌舞弊案的西华古马，担任该部部长

## 组织架构
人力资源部长是马来西亚人力资源部的最高政务官，由马来西亚首相任命，并由1名同样是政务官的副部长辅助。
人力资源部秘书长是人力资源部的最高事务官，并由2名副秘书长分管9个处和1个科。
- 部长
  - 副部长
    - 秘书长
      - 秘书长直属
        - 法律处
        - 内部审计科
        - 组织通讯科（公关科）
        - 廉政科

      - 副秘书长（政策及国际）
        - 政策处
        - 国家薪金咨询理事会筹备处
        - 国际处
        - 外籍劳工管理处

      - 副秘书长（执行）
        - 发展、财务及人力资源处
        - 信息管理处
        - 会计处
        - 管理服务处
        - 技职教育协调科
        - 监察及执法处

### 附属联邦政府机构
1. 人力局
2. 马来西亚工业法庭
3. 技术发展局
4. 职业安全与健康局
5. 马来西亚半岛劳工局
6. 马来西亚工业关系局
7. 马来西亚职工会事务局
8. 沙巴劳工局
9. 砂拉越劳工局

### 附属法定机构
1. 社会保险机构（PERKESO）
2. 国家职业安全与健康学院（NIOSH）
3. 技术发展储蓄机构（PTPK）

### 附属官联公司
1. 人力资源发展机构（HRD Corp）
2. 马来西亚人才机构（TalentCorp）